# Staroslovenska diatonična harmonika
Staroslovenske diatonične harmonike so ožje in višje od standardne diatonične harmonike.
Sliki prikazujeta staroslovenske (zgoraj) in standardne diatonične harmonike (spodaj). Ta staroslovenska harmonika ima 4 vrste po 11 gumbov za igranje tonov in 2 vrsti gumbov za igranje basov (8+7). Ti harmoniki je izdelal Rudolf Bukovec (Ruda) iz Kota pri Semiču, ki je bil ljudski godec in izdelovalec harmonik.

### Angleške strani
- Accordion
- Diatonic button accordion